# Raúl Rodríguez Navas
|  | No s'ha de confondre amb Raúl Navas Paúl. |

Raúl Rodríguez Navas (Sevilla, 11 de maig de 1988) és un futbolista professional andalús que juga com a defensa central pel Recreativo.

## Carrera esportiva
Navas va jugar en etapa juvenil al Sevilla FC, i va debutar com a sènior la temporada 2007–08 a la tercera divisió, amb el Sevilla C. El 30 de maig de 2009 va disputar el seu primer partit professional, amb el Sevilla Atlético en una derrota per 0–4 a casa contra el CD Tenerife a la segona divisiío, en un partit en què a més a més fou expulsat.
El juliol de 2009 Navas va signar contracte amb el Reial Valladolid, inicialment per jugar amb l'equip B. El 16 de maig de 2010, el dia que el club de Castella i Lleó va consumar el seu descens de primera divisió, va debutar a La Liga, jugant com a titular en una derrota per 0–4 a fora contra el campió, el FC Barcelona; en el seu segon any va jugar alguns partits oficials amb el primer equip, i fou finalment descartat l'agost de 2011.
Els anys següents va competir a la segona B, amb el Celta de Vigo B i la SD Eibar. Amb el darrer equip, va assolir dues promocions consecutives, les temporades 2012-2013 i 2013-2014.
El 12 de juliol de 2014 Navas va signar un contracte per un any amb la Reial Societat, i fou immediatament cedit a l'Eibar. Va debutar-hi a la màxima categoria el 24 d'agost, jugant com a titular en una victòria per 1 a 0 a casa contra precisament la Reial Societat.
Navas va marcar el seu primer gol a primera el 8 de desembre, el tercer d'una victòria per 5 a 2 a casa contra la UD Almería. el 3 de juny de 2015, els Txuri-urdin varen executar una clàusula del seu contracte per extendre'l fins al 2018.